# Piper subcaniramum
Piper subcaniramum är en pepparväxtart som beskrevs av C. Dc.. Piper subcaniramum ingår i släktet Piper och familjen pepparväxter. Inga underarter finns listade i Catalogue of Life.